# Karma (Taylor Swift)
Karma è un singolo della cantautrice statunitense Taylor Swift, pubblicato il 1º maggio 2023 come terzo estratto dal decimo album in studio Midnights.
Un remix con strofe cantate dalla rapper statunitense Ice Spice è stato rilasciato il 26 maggio 2023 come estratto dall'edizione estesa di Midnights.

## Descrizione
Il testo del brano affronta il tema del karma e l'idea della buona o cattiva sorte come risultato delle proprie azioni. Nello specifico la cantante fa riferimento alla propria fortuna e al successo conquistato nonostante i suoi detrattori, che sono invece puniti a causa della loro condotta. Vari indizi nel testo hanno portato a formulare l'ipotesi che la canzone si riferisca a Scooter Braun, imprenditore statunitense con il quale la cantante ha avuto una controversia nel 2019, in seguito all'acquisto dei diritti sui master e le incisioni originali dei suoi primi sei album.
Dal punto di vista musicale, si tratta di una traccia dal tempo allegro e dalla produzione electroclash e chillwave, che fa uso di sintetizzatori e beat marcatamente pop con elementi di techno, pop alternativo e new wave.

## Promozione
Il titolo è stato annunciato durante l'ottavo episodio della serie di video Midnights Mayhem with Me, pubblicati su TikTok prima della pubblicazione dell'album.
A inizio maggio 2023 il brano è stato distribuito come singolo esclusivamente per le stazioni radiofoniche statunitensi, mentre il 26 di tale mese, in occasione dell'uscita della riedizione di Midnights, è stata resa disponibile una nuova versione che ha visto la partecipazione della rapper statunitense Ice Spice. Tale versione è stata pubblicata anche digitalmente.

## Accoglienza
La critica specializzata ha elogiato Karma come una delle tracce più salienti del disco, sottolineando la sua produzione brillante e la melodia da tormentone, accompagnate da un testo comico e leggero.

## Tracce
Testi e musiche di Taylor Swift, Jack Antonoff, Mark Anthony Spears, Keanu Torres, Jahaan Akil Sweet e Isis Naija Gaston.
1. Karma (feat. Ice Spice) – 3:21

## Formazione
Hanno partecipato alle registrazioni, secondo le note di copertina di Midnights:
Musicisti
- Taylor Swift – voce
- Jack Antonoff – batteria, programmazione, percussioni, Juno, Omnichord
- Soundwave – programmazione
- Jahaan Sweet – tastiera, pad
- Keanu Beats – sintetizzatore

Produzione
- Jack Antonoff – produzione, registrazione
- Taylor Swift – produzione
- Sounwave – produzione, registrazione proprie parti
- Keanu Beats – produzione, registrazione proprie parti
- Jahaan Sweet – coproduzione, registrazione proprie parti
- Șerban Ghenea – missaggio
- Bryce Bordone – assistenza al missaggio
- Laura Sisk – registrazione
- Megan Searl – assistenza tecnica
- Jon Sher – assistenza tecnica
- John Rooney – assistenza tecnica
- Mark Aguilar – assistenza tecnica

## Successo commerciale
Ancor prima della sua pubblicazione come singolo, Karma ha fatto il suo debutto nelle principali classifiche internazionali al pari degli altri brani contenuti in Midnights, entrando nella top 10 della Billboard Hot 100 statunitense insieme ad altri nove brani dell'album, evento che ha reso Swift la prima artista a occupare contemporaneamente tutte le prime dieci posizioni di tale classifica.
Grazie al remix con Ice Spice, il brano ha ricevuto una candidatura come Miglior performance pop di un duo o un gruppo ai Grammy Awards 2024.

## Classifiche

### Classifiche settimanali
| Classifica (2022-23) | Posizione massima |
| -------------------- | ----------------- |
| Australia            | 2                 |
| Canada               | 4                 |
| Filippine            | 7                 |
| Francia              | 127               |
| Grecia               | 12                |
| Irlanda              | 8                 |
| Norvegia             | 37                |
| Nuova Zelanda        | 9                 |
| Paesi Bassi          | 60                |
| Paraguay             | 112               |
| Portogallo           | 20                |
| Regno Unito          | 57                |
| Repubblica Ceca      | 35                |
| Singapore            | 12                |
| Slovacchia           | 41                |
| Spagna               | 66                |
| Stati Uniti          | 2                 |
| Sudafrica            | 25                |
| Svezia               | 38                |
| Vietnam              | 25                |

### Classifiche di fine anno
| Classifica (2023) | Posizione |
| ----------------- | --------- |
| Australia         | 39        |
| Canada            | 14        |
| Regno Unito       | 99        |

## Date di pubblicazione
| Paese                 | Data di pubblicazione | Formato                             | Note   |
| --------------------- | --------------------- | ----------------------------------- | ------ |
| Stati Uniti d'America | 1º maggio 2023        | Airplay                             | [ 13 ] |
| Italia                | 26 maggio 2023        | Airplay (feat. Ice Spice)           | [ 36 ] |
| Stati Uniti d'America | 26 maggio 2023        | Download digitale (feat. Ice Spice) | [ 17 ] |